# Vladimir Ivanov Georgiev
Pour les articles homonymes, voir Georgiev.
Vladimir Ivanov Georgiev (bulgare: Владимир Иванов Георгиев ; 1908–1986) est un linguiste et philologue bulgare.

## Biographie
Vladimir Georgiev est né dans le village de Gabare, près de Byala Slatina, et diplômé en philologie à l'Université de Sofia, en 1930. Il s'est spécialisé dans les langues indo-européennes, slaves et dans la linguistique générale à l'université de Vienne (entre 1933 et 1934), à l'université de Berlin (1935–1936), Florence (1939–1940) et Paris (1946–1947). Il devenait Professeur Assistant à l'université de Sofia (1931–1941), Professeur Associé (1936–1945), Professeur (1945) et chef du département de linguistique historique à la faculté d'histoire et de philologie à l'université de Sofia (1948–1974), Doyen de la faculté de philologie (1947-1948), Vice-Recteur (1948-1951) et Recteur de son université (1951–1956).
À côté, il agissait comme Directeur de l'institut pour l'Académie bulgare des sciences (1951–1957), Secrétaire du Département de Linguistique, de la Littérature et de l'Art des Études (1956–1963), Vice-Président de l'Académie des sciences (1959–1972) et Directeur du « Centre pour la langue et la littérature » (à partir de 1972), de même Président du « Comité international des études slaves » (1958–1963, depuis 1963 Vice-Président) et du « Comité national bulgare des études slaves » (depuis 1955). Il était Président de l' « Association internationale pour l'étude de l'Europe du sud-est » (1965–1967) et membre du bureau du conseil d'administration du « Comité international de mycenologie », rédacteur en chef de lEncyclopédie de la Bulgarie (1962–1969), une encyclopédie AZ (1974) et de nouveau de lEncyclopédie de la Bulgarie (1978); rédacteur en chef du magazine Des Balkans, de la linguistique. En 1952, il devient académicien, reçoit un docteur honoris causa de l'université Humboldt de Berlin (1960) et un de l'université Charles de Prague (1968) ; il devient membre correspondant de l'Académie des Sciences de Paris (1967), de l'Académie finlandaise des sciences (1966), de l'Académie des sciences de Saxe à Leipzig (1968), de l'Académie royale des sciences, des lettres et des beaux-arts de Belgique (1971) et de l'Académie d'Athènes (1977).
Dans le domaine de la linguistique balkanique, Georgiev a réussi à distinguer le thrace et le dace, d’une part, du phrygien, d’autre part, et a également établi l'appartenance du thrace et de l'illyrien aux langues indo-européennes. Basé sur la méthode comparative en linguistique historique, il a établi l'existence d'un substrat indo-européen préhellénique, qu'il dénomme « pélasgien »,. Georgiev est l'un des premiers à contribuer au déchiffrement du linéaire A, écriture minoenne. Les travaux de Georgiev ont été développés par de nombreux scientifiques (Brandenstein, Van Windekens, Carnot, Merlingen, Haas, etc.). Il a fait plusieurs contributions dans le domaine de thracologie, dont une interprétation linguistique d'une inscription découverte dans le village de Kyolmen dans le Shoumen, district du nord-est de la Bulgarie,. Dans les années 1960, Georgiev a examiné les noms des vingt-six plus grands fleuves de l'Europe centrale et de l'est, estimant que leurs noms sont issus de l'indo-européen commun et que le territoire indo-européen a été délimité à l'ouest par le Rhin et à l'est par le Don.
Il a également estimé que la langue étrusque était liée à l'hittite, une théorie qui n'est pas généralement admise par les spécialistes.

## Publications
- (de) Die Träger der kretisch-mykenischen Kultur, ihre Herkunft und ihre Sprache, t. 1, Urgriechen und Urillyrier (Thrako-Illyrier), Sofia, Imprimerie de la Cour, 1937.
- (de) Vorgriechische Sprachwissenshaft, Sofia, Universitätsdruckerei, 1941.
- (de) Die sprachliche Zugehörigkeit der Etrusker, Sofia, Universitätsdruckerei, 1943.
- Inscriptions minoennes quasi-bilingues, tiré à part de Annuaire de l'université de Sofia : faculté historico-philologique, 1949/50, t. XLVI.
- Le déchiffrement des inscriptions crétoises en linéaire A, Sofia, Académie bulgare des sciences, 1957.
- (bg) Trakijskijat ezik, Sofia, Académie bulgare des sciences, 1957.
- (de) « Albanisch, Dakisch-Mysisch und Rumänisch, die Herkunft der Albaner », Balkansko Ezikoznanie, 1960, n⁰ 2, p. 1-19.
- (ro) « Raporturile dintre limbile dacă, tracă și frigiană », dans Studii clasice, Bucarest, 1960.
- La toponymie ancienne de la péninsule balkanique et la thèse méditerranéenne : publié à l'occasion du VII Congrès international des sciences onomastiques à Florence-Pise du 4 au 8 avr. 1961, Académie bulgare des sciences, Sofia, 1961 ; réimpression dans Linguistique balkanique, t. 3, fasc. 1, 1961.
- (de) « Zur dakischen Hydronomie », Acta antiqua Acad. Scient. Hungaricae, 1962, n⁰ 10, p. 115-121.
- (de) Hethitisch und Etruskisch : die hethitische Herkunft der etruskischen Sprache, Sofia, Académie bulgare des sciences, 1962.
- « Les deux langues des inscriptions crétoises en linéaire A », Linguistique balkanique, 1963, t. 7, fasc. 1, p. 1–104.
- (it) La bilingue di Pyrgi e l'origine ittita dell'etrusco, Rome, Sofia, Académie bulgare des sciences, 1964.
- (it) Introduzione alla storia delle lingue indeuropee, Rome, Edizioni dell’Ateneo, 1966.
- (de) Die Deutung der altertümlichen thrakischen Inschrift aus Kjolmen, dossier spécial de Balkansko Ezikonznanie, 1966, t. 11, fasc. 1.
- « L'ethnogenèse de la péninsule balkanique d'après les données linguistiques », dans L'ethnogenèse des peuples balkaniques : symposium international sur l'ethnogenèse des peuples balkaniques, Plovdiv, 23-28 avril 1969, Sofia, 1971, p. 155-170.
- (de) Etruskische Sprachwissenschaft, en 2 tomes, Sofia, Académie bulgare des sciences, 1971–2.
- « La thracologie : état actuel », Études balkaniques, 1972, n⁰ 3, p. 5–5.
- (bg) Trakite i technijat ezik, Sofia, Académie bulgare des sciences, 1977.
- (de) « Probleme der historischen Lautlehre des Albanischen: die Vertretung der indogermanischen Gutturale und der sonantischen Nasale », dans Akten der internationalen albanologischen Kolloquiums, Innsbruck, 1972, zum Gedächtnis an Norbert Jokl, s. la dir. de Hermann M. Ölberg, Innsbruck, Institut für Sprachwissenschaft der Universität Innsbruck, 1977, p. 223-234.
- (it) La lingua e l'origine degli Etruschi, Rome, Nagrad, 1979.
- (de) « Thrakisch und Dakisch », dans Aufstieg und Niedergang der römischen Welt : Geschichte und Kultur Roms im Spiegel der neueren Forschung, s. la dir. de Hildegard Temporini et Wolfgang Haase, 2e partie, t. 29, Berlin–New York, De Gruyter, 1983, p. 1148–1194.
- (de) « Thrakische und dakische Namenkunde », dans idem, p. 1195–1213.

### Sources
- (en) Christo Milošev Danov et Teofil Krăstev Ivanov, Antique Tombs in Bulgaria, Sofia, Sofia Press, 1980 (présentation en ligne).
- (de) Vladimir Ivanov Georgiev, Hethitisch und Etruskisch: die hethitische Herkunft der etruskischen Sprache, Sofia, Académie Bulgare des Sciences, 1962 (présentation en ligne).
- (en) Office of the Foreign Secretary, The Eastern European Academies of Sciences: A Directory, Washington, DC, National Academy of Sciences–National Research Council (U.S.), 1963 (présentation en ligne).
- (en) Terence H. Wilbur, The Lautgesetz-Controversy: A Documentation (1885–86), Amsterdam, John Benjamins Publishing Company, 1977 (ISBN 90-272-0871-9, présentation en ligne).